# Зинченко, Владимир Петрович
Влади́мир Петро́вич Зи́нченко (10 августа 1931, Харьков — 7 февраля 2014, Москва) — советский и российский психолог, доктор психологических наук (1967), профессор (1968), академик РАО (1992). Один из основателей инженерной психологии и эргономики в России.

## Биография
Владимир Петрович Зинченко родился 10 августа 1931 года в семье известного психолога П. И. Зинченко. Родной брат Т. П. Зинченко.
Окончил отделение психологии философского факультета МГУ (1953). Кандидат психологических наук (1957). Доктор психологических наук (1967), профессор (1968), академик Российской Академии Образования (1992), вице-президент Общества психологов СССР (1968—1983), заместитель председателя Центра наук о человеке при президиуме АН СССР (с 1989), иностранный почётный член Американской академии искусств и наук (1989). Член редколлегии научного журнала «Вопросы психологии».
Педагогическая работа в МГУ (1960—1982). Организатор и первый заведующий кафедрой психологии труда и инженерной психологии (с 1970 г.). Заведующий отделом эргономики ВНИИ технической эстетики ГКНТ СССР (1969—1984). Заведующий кафедрой эргономики Московского института радиотехники, электроники и автоматики (с 1984 г.), профессор Самарского Государственного педагогического университета.
Область научных исследований — теория, история и методология психологии, психология развития, детская психология, экспериментальная когнитивная психология, инженерная психология и эргономика.
С 27 мая 2011 года почётный доктор Тартуского университета.
Скончался 7 февраля 2014 года.

## Научная деятельность
Экспериментально исследовал процессы формирования зрительного образа, опознания и идентификации элементов образа и информационную подготовку решений. Представил вариант функциональной модели зрительной кратковременной памяти, модель механизмов визуального мышления, как компонента творческой деятельности. Разработал функциональную модель структуры предметного действия человека. Развил учение о сознании как функциональном органе индивида. Его труды внесли существенный вклад в дело гуманизации сферы труда, особенно в области информационных компьютерных технологий, а также в гуманизацию системы образования.
В. П. Зинченко — автор около 400 научных публикаций, свыше 100 его работ изданы за рубежом, в том числе 12 монографий на английском, немецком, испанском, японском и других языках.

## Основные труды

### Монографии
- Леонтьев А. Н., Зинченко В. П., Панов Д. Ю. Инженерная психология. — М.: «Издательство МГУ», 1964.
- Запорожец А. В., Венгер Л. А., Зинченко В. П., Рузская А. Г. Восприятие и действие. — М.: «Просвещение», 1967.
- Зинченко В. П., Леонова А. Б., Стрелков Ю. К. Психометрика утомления. — М.: «Издательство МГУ», 1977.
- Зинченко В. П., Мунипов В. М. Основы эргономики. — М.: «Издательство МГУ», 1979.
- Зинченко В. П., Величковский Б. М., Вучетич Г. Г. Функциональная структура зрительной памяти. — М.: «Издательство МГУ», 1980.
- Гордеева Н. Д., Зинченко В. П. Функциональная структура действия. — М.: «Издательство МГУ», 1982.
- Зинченко В. П., Смирнов С. Д. Методологические вопросы психологии. — М.: «Издательство МГУ», 1983.
- Зинченко В. П., Моргунов Е. Б. Человек развивающийся. Очерки российской психологии. — М.: «Тривола», 1994.
- Зинченко В. П. Образ и деятельность. — М.–Воронеж: «Институт практической психологии», «МОДЭК», 1997.
- Зинченко В. П., Горбов С. Ф., Гордеева Н. Д. Психологические основы педагогики. — М.: «Гардарики», 2002.
- Мещеряков Б. Г., Зинченко В. П. (редакторы) Большой психологический словарь. — СПб.: «Прайм-Еврознак», 2007.
- Зинченко В. П., Леви Т. С. (редакторы) Психология телесности между душой и телом. — М.: «АСТ», 2007.
- Зинченко В. П., Пружинин Б. И., Щедрина Т. Г. Истоки культурно-исторической психологии. Философско-гуманитарный контекст. — М.: «Российская политическая энциклопедия», 2010.
- Зинченко В. П. Сознание и творческий акт. — М.: «Языки славянских культур», 2010.
- Зинченко В. П. Философское наследие. — СПб.: «ЦГИ Принт», 2016.

### Статьи
- Зинченко В. П., Мамардашвили М. К. Проблема объективного метода в психологии // «Вопросы психологии», 1977, № 7.
- Зинченко В. П., Садовский В. Н. Системный подход в психиатрии // «Вопросы психологии», 1980, № 1, с. 166–169.
- Зинченко В. П., Мунипов В. М. Учебное пособие по психологии труда для управленческой подготовки специалистов // «Вопросы психологии», 1980, № 3, с. 163–164.
- Давыдов В. В., Зинченко В. П., Радзиховский Л. А. От психологизированной гносеологии к гносеологии психологии // «Вопросы психологии», 1982, № 2, с. 154–158.
- Давыдов В. В., Зинченко В. П., Талызина Н. Ф. Проблема деятельности в работах А. Н. Леонтьева // «Вопросы психологии», 1982, № 4, с. 61–66.
- Зинченко В. П. Развитие зрения в контексте перспектив общего духовного развития человека // «Вопросы психологии», 1988, № 6, с. 15–30.
- Зинченко В. П. Патопсихология – общей психологии // «Вопросы психологии», 1991, № 1, с. 156–159.
- Зинченко В. П. Миры сознания и структура сознания // «Вопросы психологии», 1991, № 2, с. 15–36.
- Зинченко В. П. Проблемы психологического развития (читая О. Мандельштама) // «Вопросы психологии», 1991, № 4, с. 126–138.
- Зинченко В. П. Проблемы психологии развития (читая О. Мандельштама) // «Вопросы психологии», 1991, № 5, с. 139–151.
- Зинченко В. П. Проблемы психологии развития (читая О. Мандельштама) // «Вопросы психологии», 1991, № 6, с. 117–130.
- Зинченко В. П. Проблемы психологии развития (читая О. Мандельштама) // «Вопросы психологии», 1992, № 3, с. 50–60.
- Зинченко В. П. Проблемы психологии развития (читая О. Мандельштама) // «Вопросы психологии», 1992, № 5, с. 41–53.
- Зинченко В. П. Пётр Яковлевич Гальперин (1902—1988). Слово об учителе // «Вопросы психологии», 1993, № 1, с. 89–92.
- Зинченко В. П. Культурно-историческая психология: опыт амплификации // «Вопросы психологии», 1993, № 4, с. 5–19.
- Зинченко В. П. Штрихи к портрету Д. Б. Эльконина // «Вопросы психологии», 1994, № 1, с. 43–47.
- Зинченко В. П. Психология в Российской Академии образования // «Вопросы психологии», 1994, № 4, с. 127–142.
- Зинченко В. П. Вклад А. А. Ухтомского в психологическую физиологию // «Вопросы психологии», 1995, № 5, с. 79–80.
- Зинченко В. П. Становление психолога (к 90-летию со дня рождения А. В. Запорожца) // «Вопросы психологии», 1995, № 5, с. 81–86.
- Зинченко В. П. От классической к органической психологии // «Вопросы психологии», 1996, № 5, с. 7–20.
- Зинченко В. П. От классической к органической психологии // «Вопросы психологии», 1996, № 6, с. 6.
- Зинченко В. П. Интуиция Н. А. Бернштейна: Движение - это живое существо // «Вопросы психологии», 1996, № 6, с. 135–138.
- Зинченко В. П. Участность в бытии (к 95-летию со дня рождения А. Р. Лурия) // «Вопросы психологии», 1997, № 5, с. 72–79.
- Зинченко В. П. Саморазвитие духа (памяти друга В. В. Давыдова) // «Вопросы психологии», 1998, № 5, с. 3–10.
- Давыдов В. В., Зинченко В. П. Предметная деятельность и онтогенез познания // «Вопросы психологии», 1998, № 5, с. 11–12.
- Гордеева Н. Д., Евсевичева И. В., Зинченко В. П., Курганский А. В. Микродинамическая структура моторной стадии действия // «Вопросы психологии», 1998, № 6, с. 86.
- Зинченко В. П. Слово о С. Л. Рубинштейне // «Вопросы психологии», 1999, № 5, с. 107–109.
- Зинченко В. П. Г. Г. Шпет и М. М. Бахтин (оппоненты или единомышленники?) // «Вопросы психологии», 1999, № 6, с. 110–118.
- Зинченко В. П. Алексей Алексеевич Ухтомский и психология (к 125-летию со дня рождения) // «Вопросы психологии», 2000, № 4, с. 79–97.
- Зинченко В. П. (2002). «Да, очень противоречивая фигура…». Интервью с В. П. Зинченко 19 ноября 2002 года.
- Зинченко В. П. Психология на качелях между душой и телом // «Знание. Понимание. Умение», 2005, № 3, с. 151–169.